# La Mort de César (Gérôme)
Pour les articles homonymes, voir La Mort de César.
La Mort de César est un tableau de Jean-Léon Gérôme sur l'assassinat de Jules César.
Gérôme y dépeint le moment qui a suivi l'assassinat de Jules César, lorsque les conspirateurs en liesse s'éloignent du cadavre de Jules César à la Curie de Pompée.
Cette toile est exposée au Salon de Bruxelles de 1860. À l'issue de cette exposition, Jean-Léon Gérôme est élevé au rang de chevalier de l'ordre de Léopold.
La peinture est conservée au Walters Art Museum de Baltimore, dans le Maryland.